# بطولة كاريوكا 1955
بطولة كاريوكا 1955 هو موسم من بطولة كاريوكا. كان عدد الأندية المشاركة فيه 12، وفاز فيه نادي فلامنغو.